# Feitorias portuguesas
As feitorias portuguesas foram entrepostos comerciais, geralmente fortificados e instalados em zonas costeiras, que os portugueses construíram para centralizar e, assim, dominar o comércio dos produtos locais para o reino (e daí para a Europa). Funcionavam simultaneamente como mercado, armazém, ponto de apoio à navegação e alfândega. Eram governadas por um “feitor” encarregado de reger as trocas, negociar produtos em dado ponto do rei e cobrar impostos (o quinto). Entre o século XV-XVI foram construídas numerosas feitorias em cerca de 50 fortificações ao longo das costas da África ocidental e austral, no Oceano Índico e no Brasil. Facilmente abastecidas e defendidas por mar, as feitorias funcionavam como bases de colonização autónomas, que proporcionavam segurança e permitiram a Portugal dominar o comércio no Atlântico e no Índico, estabelecendo um vasto império com poucos recursos humanos e territoriais.

## Origem e funcionamento
Originalmente eram organizações de mercadores de um Estado, reunidos num mesmo local fora das suas fronteiras. Esta organização visava a defender os seus interesses comuns, prioritariamente económicos (mas também de segurança), possibilitando a manutenção de relações diplomáticas e comerciais regulares e constantes no local onde estavam sedeados. A mais antiga feitoria portuguesa, anterior aos descobrimentos, fora estabelecida em Flandres, a Feitoria em Antuérpia. Sendo a primeira, estabelecida pelos portugueses em África, o castelo de Arguim.
As feitorias portuguesas foram movidas principalmente pelo comércio sucessivo de ouro na costa da Guiné, especiarias no oceano Índico e escravos para o novo mundo, mas também por muitos produtos como açúcar, malagueta, cairo, madeiras, cavalos, cereais, penas de aves exóticas da Indonésia, pedras preciosas, sedas e porcelanas do oriente, entre numerosos outros produtos. Além das trocas para o reino, era feito também o comércio triangular entre vários territórios.
Em Lisboa a Casa da Índia administrava as exportações para a Índia, o desembarque de mercadorias orientais, a sua distribuição e venda. O monopólio régio efectuava-se sobre as principais especiarias - pimenta, cravinho e canela- e a exportação de certos bens, cobrando uma taxa de 30% no lucro dos restantes produtos, mantendo a Coroa como a entidade reguladora do comércio em geral.
A Feitoria Portuguesa de Antuérpia, também referida como feitoria da Flandres, fazia o comércio e distribuição dos produtos vindos do oriente na Europa.
Dá-se assim, um circuito, no qual os portugueses fizeram de ligação entre uma zona "centro" do sistema económico do século XIV e século XV, através das feitorias na Flandres, Inglaterra, Veneza, Constantinopla e Andaluzia e uma zona "periférica" com as feitorias de África, Índico e Brasil. Podemos mesmo dizer que as feitorias constituíram as bases da construção de um sistema económico à escala mundial, o início da globalização.
No século XVII, entraram em decadência, tornaram-se um instrumento pesado, quer pelo encurtamento das distâncias no globo (navios mais rápidos) quer pelos custos associados à sua existência.

### Feitorias portuguesas em África
Ainda em vida do Infante D. Henrique (1394–1460), a exploração da costa africana principiou a render frutos como o comércio de escravos, motivo pelo qual a Coroa portuguesa empreendeu a construção de feitorias no local.
A primeira foi a feitoria de Arguim, fundada em 1448, na altura do cabo Branco, construída sob as instruções do próprio Infante. Visava atrair as rotas próximas percorridas por mercadores muçulmanos no norte de África, tentava-se desta forma implantar um mercado para monopolizar a actividade comercial da zona. Serviu como modelo para o Castelo da Mina, ainda no século XV, e o de Axim.
Pouco depois exploração da costa da Guiné, na forma de monopólio comercial, em 1469 se alcançou a região da Mina. Por essa razão, aquele trecho do litoral passou a ser designado como Costa do Ouro.

### Feitorias portuguesas ao longo do Oceano Índico
Os principais pontos comerciais portugueses no Índico foram Goa, Malaca e Hormuz. Mas foram criadas numerosas feitorias em também Cananor, Ternate, Maldivas, Cochim, entre outros.

### Feitorias portuguesas no Brasil
No Brasil, a primeira feitoria portuguesa foi a de Fernando de Noronha, ilha que viria a ser doada pelo rei D. Manuel ao explorador Fernão de Loronha em 1504, tornando-se a primeira capitania hereditária brasileira. Logo depois vieram as de Santa Cruz, de Cabo Frio, do Rio de Janeiro, de Igarassu e da Ilha de Itamaracá.
As atribuições do feitor, de 1501 a 1548, compreendiam fiscalizar o carregamento dos navios e conceder licenças para partirem para outros territórios. As feitorias no Brasil colonial foram entrepostos comerciais do Império Português e foram perdendo importância a partir de 17 de dezembro de 1548, com a criação do cargo de provedor-mor. O feitor foi o capataz que dirigia, inspecionava e punia o trabalho escravo no Brasil colonial.